# Togay
Togay [togaj] ist ein männlicher Vorname und Familienname türkischer Herkunft. Varianten sind, je nach Schreibweise, Toğay, Togai oder Tokay. Der Name kommt auch im Maghreb als Toughai und mit einer anderen Bedeutung auch im Ungarischen als Tokaj und im Japanischen als Tōgai vor.

## Bedeutung
Die ungefähre Übersetzung ist „Vollmond“ oder „aufgehender Mond“ bzw. „Mondaufgang“ (vgl. türkisch/alttürkisch: Tok/Tog = voll, satt);
oder „Tog“ abgeleitet von togan (doğan) = aufgehend + ay = Mond. Oftmals handelt es sich auch um eine Verballhornung des Namens Tugay mit der Bedeutung „Brigade“.

## Namensträger
- Togay Bey († 1651), politisch-militärischer Führer der Krimtataren

### Familienname
- Can Togay (* 1955), ungarischer Drehbuchautor, Filmregisseur und Schauspieler türkischer Herkunft
- Erol Togay (1950–2012), türkischer Fußballspieler und -trainer
- Nuri Togay (1915–2002), türkischer Politiker und Sportfunktionär